# SRAM (Unternehmen)

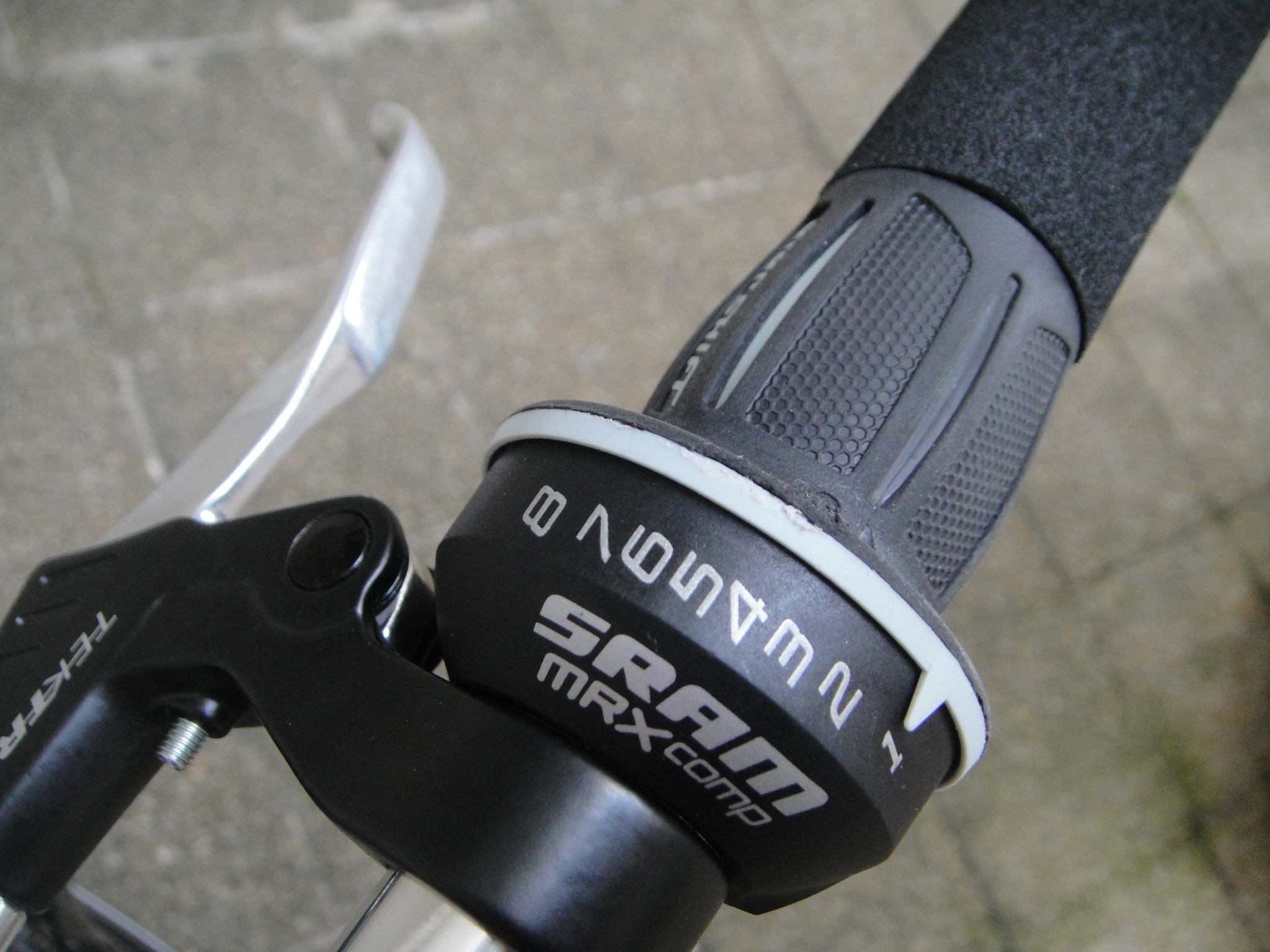
Grip Shift Schaltgriff SRAM MRX comp – etwa 1995

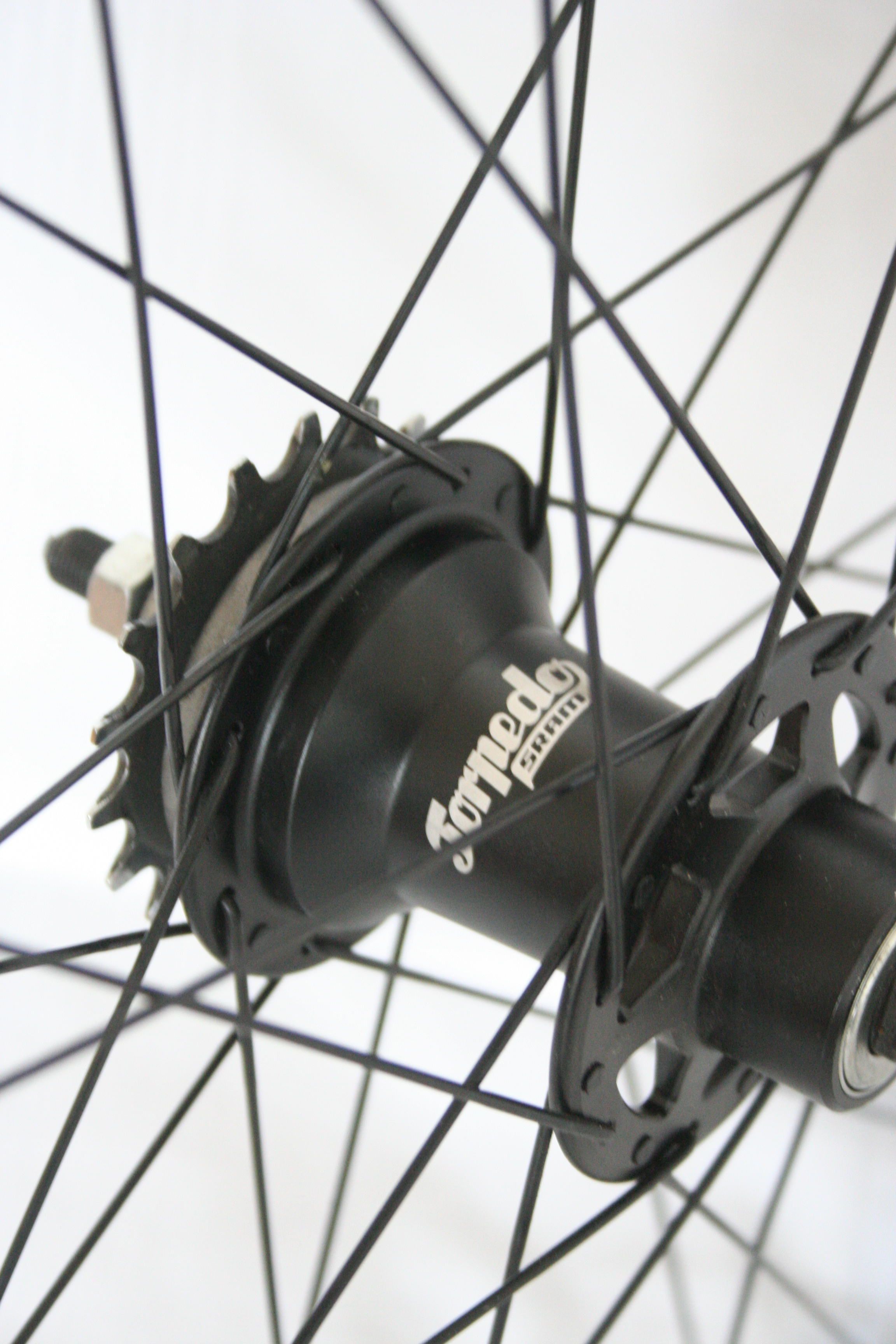
Nabe SRAM Torpedo, angelehnt an Sachs-Dreigang-Nabe, umschaltbar (Singlespeed/Fixed) – 2012

SRAM LLC [sɹəˑm] ist ein US-amerikanisches Unternehmen, das Fahrradkomponenten herstellt und vertreibt. Der Unternehmenssitz befindet sich in Chicago. Der Name „SRAM“ ist ein Akronym, das aus den Namen der Firmengründer Scott King, Stan Ray Day und Sam Patterson zusammengesetzt ist. Die europäische Niederlassung befindet sich in Schweinfurt (Deutschland), die asiatische in Taichung (Taiwan).

## Geschichte
Das Unternehmen SRAM wurde 1987 in Chicago gegründet. Bekannt wurde SRAM durch die Grip Shift genannten Schaltgriffe. Diese wurden Ende der 1980er Jahre für Rennräder und Triathlon-Räder entwickelt und erlangten ab Anfang der 1990er Jahre große Popularität an Mountainbikes. Ab Mitte der 1990er Jahre begann das Unternehmen, sein Sortiment durch eigene Entwicklungen und Markenzukäufe auszubauen. Die ersten zusätzlichen Produkte waren ESP-Schaltwerke, welche im Jahr 1996 erstmals vorgestellt wurden. Unter dem Kürzel ESP fasst SRAM ein Übersetzungsverhältnis von 1:1 statt 1:2 im Schaltwerk, sodass es sich gleich weit wie der Seilzug bewegt.
1997 übernahm SRAM die Fahrradsparte des deutschen Unternehmens Sachs, das seit 1907 Nabenschaltungen baute. Die SRAM-Schaltungsnaben wurden in Schweinfurt hergestellt. Hierfür baute SRAM 1999 im Industrie- und Gewerbepark Maintal mit Fördermitteln in Millionenhöhe eine neue Fabrik mit Entwicklungszentrum. Die Naben wurden vollständig in Schweinfurt gefertigt, wobei ein Großteil der Einzelteile selbst produziert oder aus Deutschland und dem europäischen Ausland zugekauft wurden.
2002 erfolgte die Übernahme des Federgabel- und Dämpferherstellers RockShox, 2004 wurde der Bremsen-Hersteller Avid übernommen. Mit der Übernahme von Truvativ 2005 konnte SRAM das Portfolio in den Bereichen Innenlager, Kurbeln, Lenker, Vorbauten und Pedale für Mountainbikes erweitern. 2007 wurde das Produktangebot durch den amerikanischen Laufradhersteller Zipp im Rennradbereich stark erweitert und abgerundet.
2006 bot SRAM mit der SRAM Force und SRAM Rival erstmals Rennradkomponenten an. Damit war SRAM der dritte Anbieter von Rennradkomponentengruppen neben Shimano und Campagnolo. Die Zahl der Beschäftigten stieg auf 2000. 2011 erfolgte die Übernahme des amerikanischen Herstellers von Leistungsmessern „Quarq“.
SRAM baute seine Komponenten untereinander kompatibel. Mit seinen Marken stellte das Unternehmen Komponenten für nahezu alle Fahrradtypen her. Die Fertigung erfolgte an mehreren Standorten weltweit, hauptsächlich in China und Taiwan, wo SRAM eine eigene Fertigung besitzt. Der Standort in Schweinfurt wurde als Entwicklungszentrum für alle SRAM Schaltsysteme, als europäischer Marketingstandort und für den Händler-Kundendienst weitergeführt. Die aktuelle Belegschaft betrug über 160 Mitarbeiter.
Zum 1. Mai 2017 stellte SRAM die gesamte Nabenschaltungsproduktion ein.

## Marken
Das Unternehmen vertreibt Produkte unter dem Namen SRAM sowie unter den Markennamen der Firmen, die im Laufe der Zeit hinzugekauft wurden.
| Marke      | Produkte                        |
| ---------- | ------------------------------- |
| SRAM       | Schaltgruppen, Bremsen u.v.m.   |
| Hammerhead | Fahrradcomputer                 |
| Quarq      | Powermeter                      |
| Velocio    | Fahrradbekleidung               |
| RockShox   | Federgabeln und Federbeine      |
| Time       | Pedale                          |
| Truvativ   | Kurbelgarnituren, Lenker etc.   |
| Zipp       | Laufräder und Carbonkomponenten |

## Schaltgruppen

### Rennrad, Gravel, Cyclocross

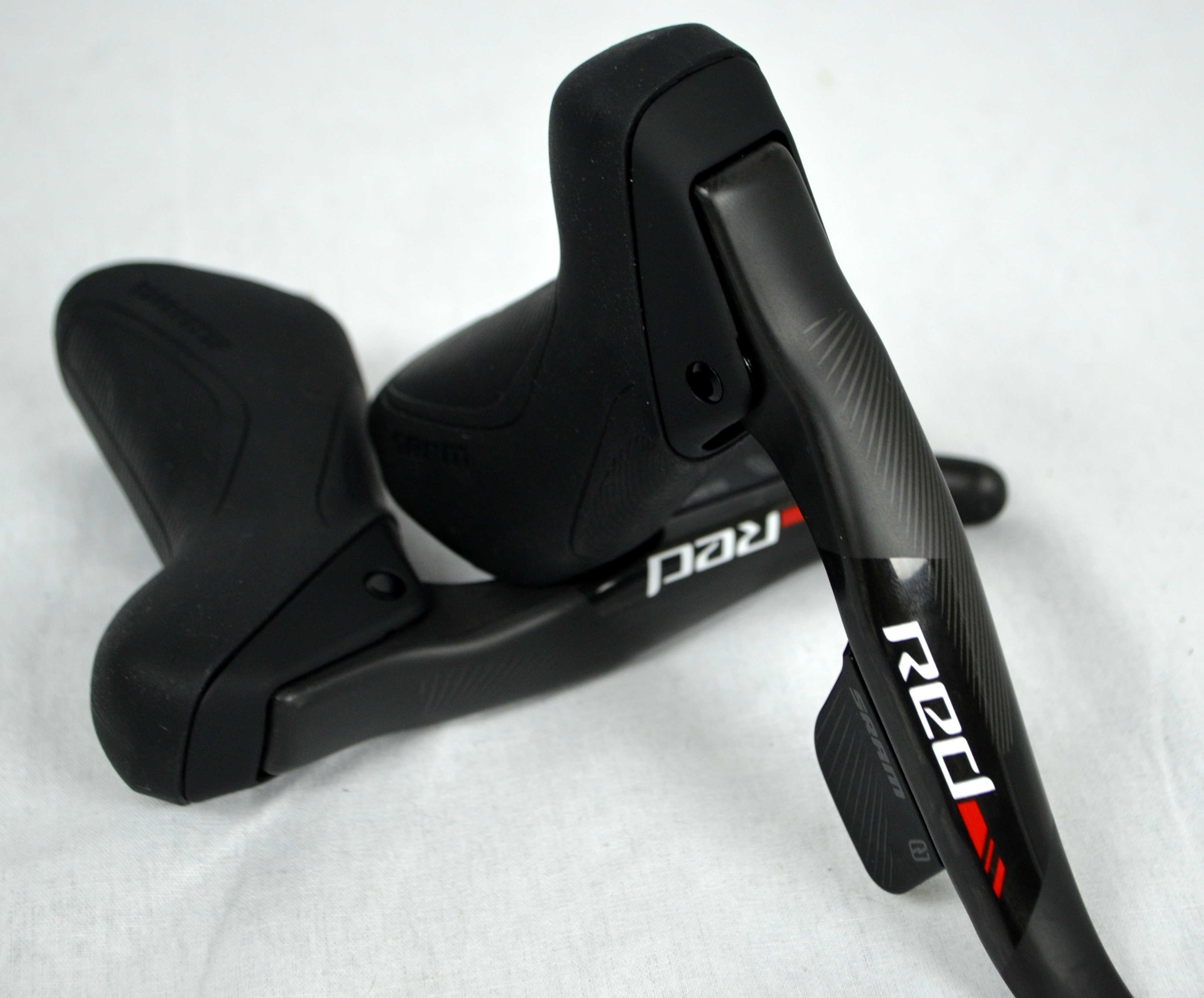
SRAM-Red-E-Tap-Schalthebel – 2013

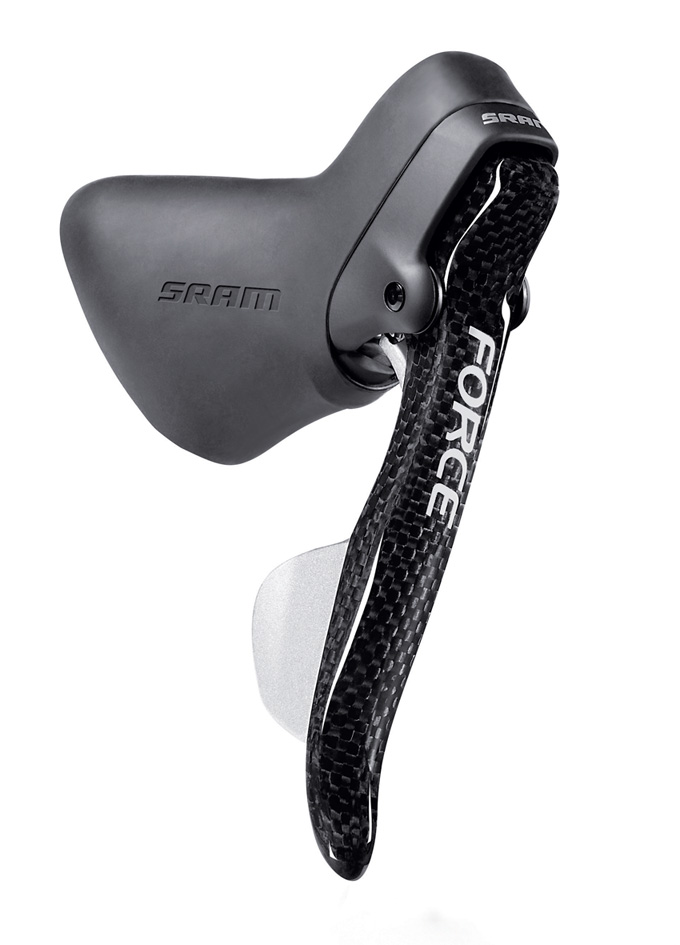
Schalt-Bremshebel SRAM Force – 2006

Für Renn-, Gravel- und Cyclocrossräder bietet SRAM Baugruppenserien an (in qualitativ/preislich absteigender Reihenfolge):
- RED XPLR AXS (1 × 13-fach, elektronische Schaltung, hydraulische Scheibenbremsen)
- Red eTap AXS (1 × 12-fach bzw. 2 × 12-fach, elektronische Schaltung, hydraulische Scheibenbremsen)
- Force eTap AXS (1 × 12-fach bzw. 2 × 12-fach, elektronische Schaltung, hydraulische Scheibenbremsen)
- Rival eTap AXS (1 × 12-fach bzw. 2 × 12-fach, elektronische Schaltung, hydraulische Scheibenbremsen)
- Apex eTap AXS (1 × 12-fach, elektronische Schaltung, hydraulische Scheibenbremsen)
- Red eTap (2 × 11-fach, elektronische Schaltung, hydraulische Scheibenbremsen, hydraulische Felgenbremsen, mechanische Felgenbremsen)
- Red22 (2 × 11-fach, hydraulische Scheibenbremsen, hydraulische Felgenbremsen, mechanische Felgenbremsen)
- Force22 (2 × 11-fach, hydraulische Scheibenbremsen, hydraulische Felgenbremsen, mechanische Felgenbremsen)
- Rival22 (2 × 11-fach, hydraulische Scheibenbremsen, hydraulische Felgenbremsen, mechanische Felgenbremsen)
- Apex (1 × 12-fach, hydraulische Scheibenbremsen)

### Mountainbike
Für Mountainbikes (Dirtbikes, Downhill, Gravelbikes) bietet SRAM Baugruppenserien an (in qualitativ/preislich absteigender Reihenfolge):
Cross Country:
- XX1 Eagle 1 × 12-fach
- XX1 1 × 11-fach
- X0 1 × 12-fach
- XX 1 × 12-fach
- XX SL 1 × 12-fach

Downhill:
- X01 DH 1 × 7-fach oder 1 × 10-fach
- GX DH 1 × 7-fach

Enduro:
- X01 Eagle 1 × 12-fach
- X01 1 × 11-fach
- X1 1 × 11-fach

Trail/Allmountain:
- X0 2 × 10-fach
- GX Eagle 1 × 11-fach oder 2 × 11-fach oder 2 × 10-fach
- NX 1 × 12-fach
- GX 1 × 11-fach
- NX Eagle 1 × 12-fach
- SX Eagle 1 × 12-fach
- X9 2 × 10-fach

Budget-Baugruppe:
- X7 2 × 10-fach
- X5 2 × 10-fach
- X4
- X3

E-MTB:
- EX1 1 × 8-fach
- NX Eagle 1 × 12-fach
- SX Eagle 1 × 12-fach

Elektrische MTB-Schaltungen:
- xx1 Eagle 1 × 12-fach AXS
- x01 Eagle 1 × 12-fach AXS
- GX Eagle 1 × 12-fach AXS

## Entwicklungs- und Produktionsstandorte
Die Firma hat mindestens fünf Entwicklungsstandorte, Colorado Springs, Chicago, Schweinfurt, Coimbra, und Taichung.
SRAM betreibt mehrere Produktionsstandorte in Asien und Europa. Die letzte Fertigung in Deutschland wurde 2010 in Schweinfurt eingestellt. Zu den wichtigsten Fertigungsstandorten in Asien gehören Kunshan in China und Taichung in Taiwan. In Europa fertigt SRAM in Coimbra, Portugal unter anderem Fahrradketten und erweiterte die Produktion im Jahr 2021 um Pedale.